# Premios Cóndor de Plata

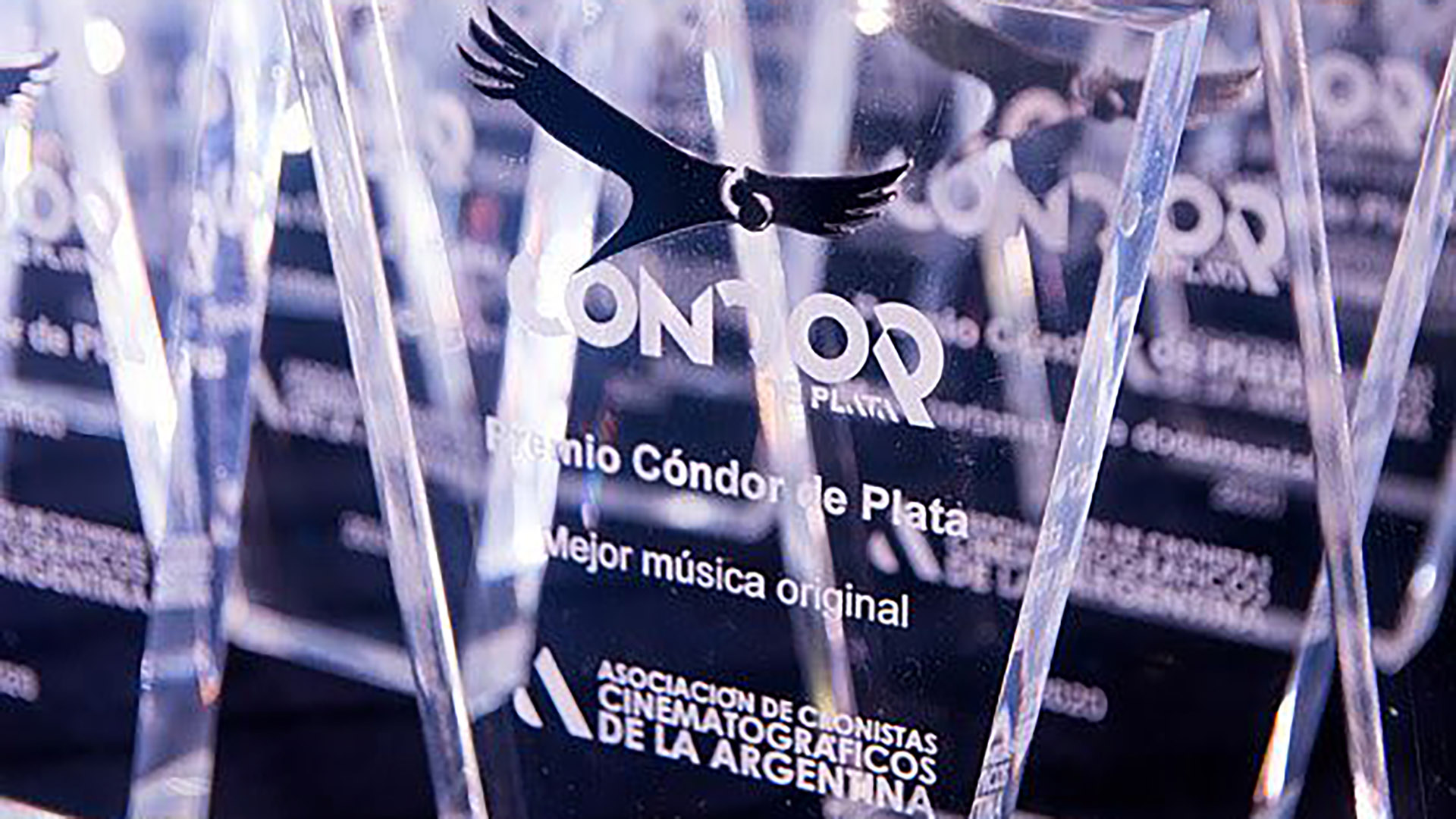

Los Premios Cóndor de Plata son premios cinematográficos que concede en Argentina la Asociación de Cronistas Cinematográficos de la Argentina (ACCA). Se otorgan anualmente. La primera entrega se realizó en el año 1943. Cada año, se premia a las producciones del año anterior. Hasta la edición del año 2005 eran considerados los equivalentes al Premio Óscar (Estados Unidos), Premio Ariel (México), a los Premios Goya (España), etcétera. A partir del año 2006, son considerados los equivalentes a los Premios Globo de Oro (Estados Unidos), Premios Feroz (España), etcétera.

## Historia
La Asociación de Cronistas Cinematográficos de la Argentina fue fundada el 10 de julio de 1942, con la finalidad de "defender los intereses profesionales y propender al desarrollo social y cultural". En el mes de enero de 1943, la Asociación celebró la primera entrega de los Premios a la producción cinematográfica nacional del año anterior. En sus inicios se trataba de dos plaquetas (Mejor película nacional y Mejor película extranjera) y siete medallas de oro (director, actores, argumento, adaptación). Recayeron sobre La guerra gaucha (mejor película, mejor adaptación Ulyses Petit de Murat y Homero Manzi), Malambo (mejor argumento Hugo Mac Dougall), El tercer beso (mejor actriz Amelia Bence), Los chicos crecen (mejor actor Arturo García Buhr) y ¡Qué verde era mi valle! (Estados Unidos, John Ford). Hubo también un Premio especial para Dante Quinterno por el cortometraje de animación en colores Upa en apuros. Desde entonces, los Premios de la ACCA se entregan anualmente aunque con una larga interrupción entre los años 1975 y 1981, después de que la lista de películas y artistas nominados como los mejores coincidió con la lista de prohibidos por la censura y la llegada del Proceso de Reorganización Nacional que detentó el poder hasta el año 1983. Algunos de los títulos que competían en el año 1975 por los Premios eran La tregua (12 nominaciones), La Patagonia rebelde (7), Quebracho (6), Boquitas pintadas (5), Gente en Buenos Aires (3), El camino hacia la muerte del viejo Reales (2) y La Mary (1).
Prácticamente todas las películas más importantes del cine nacional argentino han sido galardonadas con el Premio siendo reconocidas entre otras las realizaciones de Lucas Demare (La guerra gaucha, Su mejor alumno, Los isleros); Luis César Amadori (Albéniz, Dios se lo pague, Almafuerte); Mario Soffici (Celos, Barrio gris); Hugo del Carril (Las aguas bajan turbias, La Quintrala, doña Catalina de los Ríos y Lisperguer); Fernando Ayala (Los tallos amargos, El jefe, Paula cautiva, Plata dulce); Leopoldo Torre Nilsson (La caída, Martín Fierro, La maffia); Manuel Antín (Don Segundo Sombra); Leonardo Favio (Crónica de un niño solo, El romance del Aniceto y la Francisca, Juan Moreira, Gatica, el Mono, Aniceto). También, filmes de Luis Puenzo, Pino Solanas, Alejandro Doria, Tristán Bauer, Israel Adrián Caetano, Carlos Sorín, Eduardo Mignogna, Fabián Bielinsky, Alejandro Agresti, Adolfo Aristarain, Juan José Campanella, Lucrecia Martel, Diego Lerman, Paula Hernández, Luis Ortega, Pablo Trapero, entre otros.
Se entregaron por primera vez el 10 de enero de 1943 en la ceremonia que transcurrió en el Alvear Palace Hotel. En los años siguientes, también se realizó la ceremonia en Les Ambassadeurs Club, Hotel Savoy, Círculo de la Prensa, Cine Normandie, Cine Ocean, Nogaró Hotel, Hermitage Hotel, NH City & Tower Hotel, Los Dos Chinos, Complejo La Plaza, Teatro Maipo, Teatro Nacional Cervantes, Cine Gaumont, Estudio Mayor de Televisión Pública, Teatro Avenida, Centro Cultural Domingo Faustino Sarmiento, Centro Cultural 25 de Mayo y Parque de Innovación.

## Reglamento
Para participar en los Premios Cóndor de Plata, no es necesario realizar una inscripción formal. Todas las películas de largometraje, sin importar su género, que hayan sido estrenadas en el año anterior o, en su defecto, en el año en curso (si la ceremonia se celebra en diciembre), son consideradas automáticamente. Esto incluye estrenos en salas comerciales, espacios alternativos, plataformas de streaming, y televisión. En cuanto a los cortometrajes, el reglamento estipula que solo pueden optar a una nominación aquellos que hayan sido galardonados como Mejor Cortometraje en un festival nacional o seleccionados en un festival de categoría A o de relevancia internacional.
Para las series, se establece que podrán participar todas aquellas producciones que se hayan estrenado en el periodo comprendido entre la última ceremonia de entrega y el anuncio de las nominaciones de la siguiente edición, siempre y cuando dicho periodo no sea menor a un año. Esta normativa asegura que los Premios Cóndor de Plata reflejen lo mejor y más actual del audiovisual argentino, destacando tanto el talento emergente como las producciones consolidadas.

## Categorías

### Categorías actuales
En la siguiente lista se encuentran los Premios entregados en la ceremonia más reciente, realizada el día 26 de agosto de 2019.
- Mejor película de ficción
- Mejor dirección
- Mejor actor protagónico
- Mejor actriz protagónica
- Mejor actor de reparto
- Mejor actriz de reparto
- Mejor cortometraje de ficción
- Mejor cortometraje documental
- Mejor documental
- Mejor dirección de arte
- Mejor fotografía
- Mejor guion original
- Mejor guion adaptado
- Mejor maquillaje y caracterización
- Mejor montaje
- Mejor música original
- Mejor coproducción con Argentina
- Mejor canción para película
- Mejor ópera prima
- Mejor película iberoamericana
- Revelación masculina
- Revelación femenina
- Mejor sonido
- Mejor diseño vestuario
- Mejor serie y/o telefilme
- Mejor actriz de serie
- Mejor actor de serie
- Mejor dirección de serie

### Categorías anteriores
En la siguiente lista, se encuentran algunos de los Premios que fueron entregados en ediciones anteriores y que han sido descontinuados.
- Mejor cortometraje de animación. Entregado en el año 2005.
- Mejor escenografía. Entregado por última vez en el año 1999 y reemplazado por Dirección de Arte.
- Mejor guion de película documental. Entregado entre los años 2005 y 2009.
- Innovación artística. Entregado entre los años 2009 y 2012.
- Mejor película de animación. Entregado en los años 2001, 2003, 2005, 2007 y 2008.
- Mejor película extranjera. Se entregó hasta el año 2019.
- Mejor videofilm. Entregado entre los años 2000 y 2008.

### Categorías especiales
- Premio Cóndor de Plata Honorífico.

## Ceremonias de entrega
| Años y números de ceremonia |
| 1943-I · 1944-II · 1945-III · 1946-IV · 1947-V · 1948-VI · 1949-VII · 1950-VIII · 1951-IX · 1952-X · 1953-XI · 1955-XII · 1957-XIII · 1959-XIV · 1960-XV · 1961-XVI · 1962-XVII · 1963-XVIII · 1964-XIX · 1965-XX · 1966-XXI · 1967-XXII · 1968-XXIII · 1969-XXIV · 1970-XXV · 1971-XXVI · 1972-XXVII · 1973-XXVIII · 1974-XXIX · 1981-XXX · 1982-XXXI · 1983-XXXII · 1985-XXXIII · 1986-XXXIV · 1987-XXXV · 1988-XXXVI · 1989-XXXVII · 1990-XXXVIII · 1991-XXXIX · 1992-XL · 1993-XLI · 1994-XLII · 1995-XLIII · 1996-XLIV · 1997 · 1998 · 1999 · 2000 · 2001 · 2002 · 2003 · 2004 · 2005 · 2006 · 2007 · 2008 · 2009 · 2010 · 2011 · 2012 · 2013 · 2014 · 2015 · 2016 · 2017 · 2018 · 2019 · 2020 · 2021 · 2022 · 2023 · 2024 |

### Festivales de cine de Argentina
- Premio Sur (otorgado por la Academia de las Artes y Ciencias Cinematográficas de la Argentina).
- Festival Internacional de Cine de Mar del Plata.
- Buenos Aires Festival Internacional de Cine Independiente.